# Ceratogramma brasiliense
Ceratogramma brasiliense är en stekelart som beskrevs av Gennaro Viggiani 1991. Ceratogramma brasiliense ingår i släktet Ceratogramma och familjen hårstrimsteklar. Inga underarter finns listade i Catalogue of Life.